# Sjugavitsa
Sjugavitsa (bulgariska: Шугавица) är ett vattendrag i Bulgarien.   Det ligger i regionen Montana, i den nordvästra delen av landet, 80 km norr om huvudstaden Sofia.
Trakten runt Sjugavitsa består till största delen av jordbruksmark. Runt Sjugavitsa är det ganska tätbefolkat, med 67 invånare per kvadratkilometer.